# Heinz Ritter (Kameramann)
Heinz Ritter (* 6. August 1912 in München; † 22. Juli 1958 in Goya, Provinz Corrientes, Argentinien) war ein deutscher Kriegsfilmberichter, Pressefotograf, Standfotograf und Kameramann.

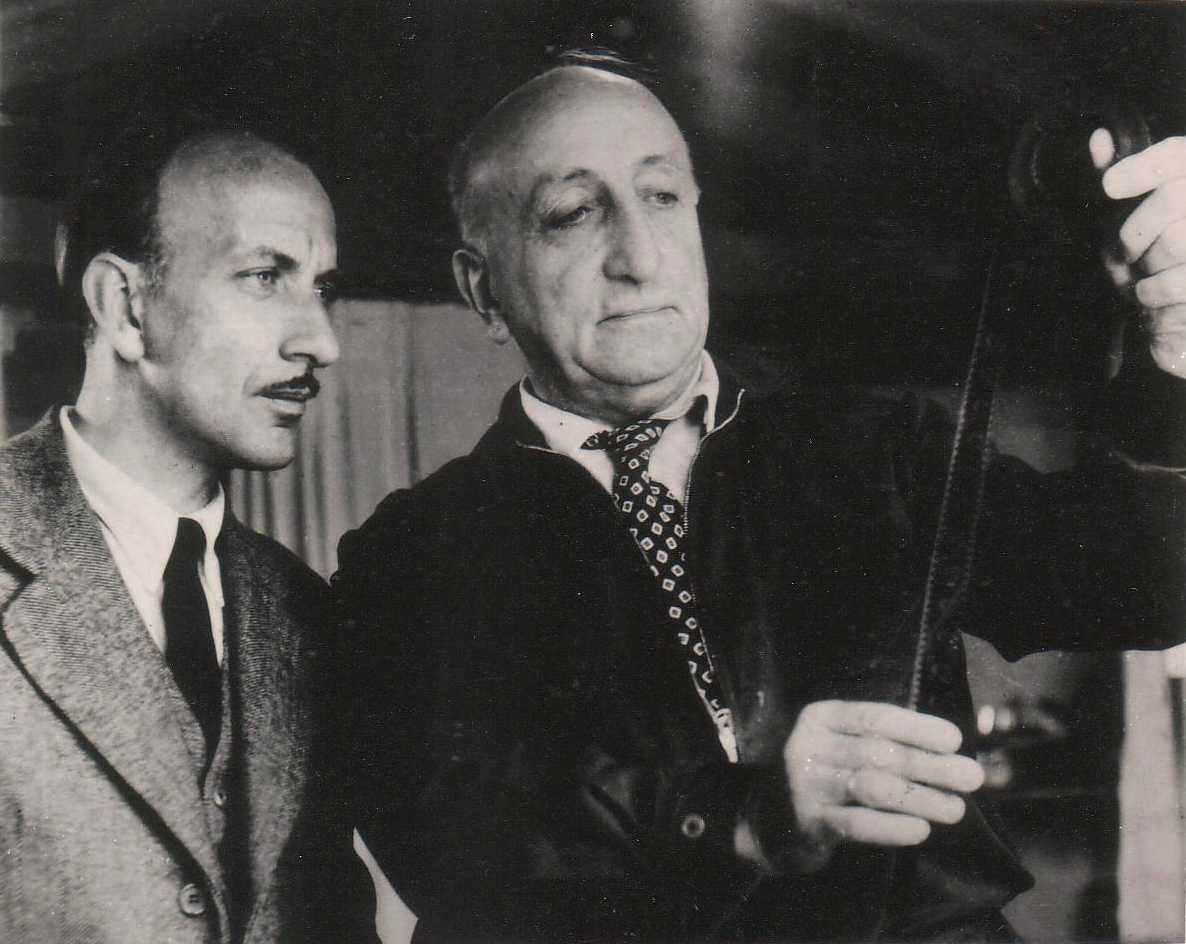
Karl Ritter mit seinem ältesten Sohn Heinz (1912–1958) während der Dreharbeiten zu Ball der Nationen (1954).

## Leben
Heinz Ritter war der älteste von drei Söhnen des königlich bayerischen Pionierleutnants und späteren Ufa-Regisseurs Karl Ritter und Erika Ritter geb. Ritter, Großenkelin von Albert, dem Bruder Richard Wagners.
Heinz besuchte in München das Maximilian-Gymnasium und ab 1925 die Hindenburg-Oberrealschule in Berlin-Wilmersdorf. Nach dem Schulabschluss ging er für zwei Jahre auf die Photographische Lehranstalt des Lette-Vereins, das sogenannte Lette-Haus, an dem auch die berühmte Fotografin Marianne Breslauer zwei Jahre zuvor studiert hatte, um sich dort zum Kameramann ausbilden zu lassen. Gleichzeitig nahm er Zeichen- und Malkurse an der Akademie in Berlin.
1932 wurde er bei Pathé-Natan in París als Standfotograf und Kamera-Assistent angestellt. Die Compagnie Générale des Établissements Pathé Frères Phonographes & Cinématographe war damals ein Film-Konglomerat, dem neben der Produktion und dem Verleih von Filmen, unter anderen 200 Kinohäuser in Frankreich, Belgien, Spanien, Russland, USA und Japan gehörten. Pathé-Kameras und Vorführungsgeräte gehörten damals zu den begehrtesten in der Branche. Vor dem Ersten Weltkrieg wurden weltweit sechs von zehn Filmen mit Pathé-Kameras gedreht. In den darauf folgenden Jahren geriet das Unternehmen jedoch in Schwierigkeiten und ging 1939 pleite.
Nach seiner Rückkehr 1935 und bis 1938 war Ritter bei der Universum Film (Ufa) in Babelsberg für die Ufa-Tonwoche und bei der Tobis-Wochenschau in Berlin tätig. Die Tobis-Tonbild-Syndikat AG, damals nach der UFA die größte deutsche Filmproduktionsgesellschaft, bestand als selbständiges Unternehmen von 1927 bis 1942 und hatte wesentlichen Anteil an der Filmproduktion in der Zeit des Nationalsozialismus.
Nebenbei arbeitete Ritter freiberuflich als Bildreporter für verschiedene illustrierte Zeitungen. In dieser Zeit führten ihn seine Aufgaben nach Italien, Griechenland, Nordafrika, den Kanarischen Inseln und Ägypten (Ritter sprach neben Deutsch, fließend Englisch, Französisch und etwas Spanisch und Italienisch) 1938 drehte und fotografierte er im Auftrag der Ufa in Spanien den Einsatz der Legion Condor. Dabei nahm er an vielen Kampfhandlungen teil, wie der Einnahme Barcelonas und Madrids, und drehte gleichzeitig das authentische Material für den Film Legion Condor seines Vaters, der ebenfalls als Major der Luftwaffe dieser Legion zugeteilt war. Legion Condor – Im Kampf gegen den Weltfeind: Deutsche Freiwillige in Spanien, wurde 1939 fertiggestellt. Aber genau zu diesem Zeitpunkt stand Deutschland vor einem besonderen Problem: Unmittelbar nach dem spanischen Bürgerkrieg wurden ihre ideologischen Gegner in Spanien mit der Unterzeichnung des Molotow-Ribbentrop-Pakts von 1939 plötzlich Teil der neuen Verbündeten. Aus diesem Grund wurden alle Filme, welche die Sowjetunion und deren Verbündeten kritisiert hatten, abrupt aus dem Verkehr gezogen beziehungsweise ihre Produktion ausgesetzt. So auch der Dokumentstreifen "Im Kampf gegen den Weltfeind" der bereits mehrere Millionen Mark verschlungen hatte. Der Film erzählt die Geschichte des spanischen Bürgerkrieges in den 1930er Jahren aus der Sicht der deutschen Freiwilligen, die kamen um gegen den "Weltfeind", den Kommunismus, zu kämpfen. Er zeigte Einblicke hinter die Kulissen, zum Beispiel die Aufklärungsaktivitäten der Luftwaffengeschwader der deutschen Legion Condor, und bot dabei einen umfassenden Einblick in die damals neuesten Technologien der Kriegsführung im Vorfeld des Zweiten Weltkriegs.

### Zweiter Weltkrieg
Nach Beginn des Zweiten Weltkrieges meldete sich Heinz Ritter 1939 freiwillig in Potsdam und wurde am 12. Oktober 1939 zur Heeres-PK (Propaganda-Kompanie) eingezogen. 14 Monate später, als Feldwebel d.R. besuchte er die Heereskriegsschule in Halle und wurde am 1. Februar 1941 zum Leutnant (KrO) befördert, mit gleichzeitiger Versetzung zur Luftwaffen-Kriegsberichter–Kompanie 6, in Berlin-Adlershof zur besonderen Verwendung als Zugführer unter Major Hans von Pebal (später von Hauptmann Hugo-Peter Wiebe abgelöst).
Von Berlin-Adlershof wurde seine Einheit 1941 zum Einsatz über Maastricht nach Le Touquet-Paris-Plage in Frankreich verlegt, wo sie eine Villa gegenüber dem Soldatenheim bezog. Operationsgebiet war die Kanalküste von Calais bis weit hinter Dieppe. Le Touquet liegt am Kanal, 70 Kilometer südlich von Calais und war am 22. Mai 1940 von deutschen Truppen besetzt worden. Die Lw. Kriegsber.Kp (mot) 6 war der Luftflotte 6 zugeordnet. Dieser Verband, dessen Geschwader an der Luftschlacht um England beteiligt war, stand unter der Führung von Generaloberst Robert Ritter von Greim.
„Der Zug Heinz Ritters war eine interessante Zusammensetzung“, schrieb Heinz Langer, der damals, Anfang 1941, als junger Soldat nach seiner Grundausbildung zur PK 6 versetzt und dem Zug des Leutnant Ritter zugeteilt wurde. „Erfahrene Redakteure grosser Zeitungen, Kriegsmaler, aber auch bestens ausgebildete und erfahrene Kameraleute wie Graf Hardenberg, Kurt Boecker (Filmberichter), und Graf Sierstorpff und Willi Antonowitz (Bildberichter) bildeten die Gruppe. Zu Le Touquet in Frankreich, gehörte auch der Stützpunkt Cap Gris-Nez wovon aus täglich die entstehenden Befestigungsanlagen an der englischen Kanalküste fotografiert wurden. Eine Aufgabe die dem gefreiten De la Motte aufgetragen wurde. De la Motte war berühmt geworden, nachdem seine Aufnahme vom 21. März 1933, "Der Tag von Potsdam", das den als Biedermann kostümierten Reichskanzler Hitler in verlogener Verbeugung vor Reichspräsident Hindenburg zeigt, rund um die Welt gegangen war.“
1943 waren bei einer Gesamtstärke der Propaganda-Kompanien von 15.000 Mann insgesamt 219 Filmberichter im Einsatz, darunter 85 des Heeres, 42 der Marine und je 46 der Luftwaffe und der Waffen-SS. Sie drehten im Auftrag des Reichsministeriums für Volksaufklärung und Propaganda Aufnahmen von allen Frontabschnitten für die „Deutsche Wochenschau“, oft in den vordersten Kampfzonen und unter Einsatz des eigenen Lebens. Zwischen Kriegsbeginn und Oktober 1943 verzeichneten die Filmberichter 62 Gefallene bzw. Vermisste, 57 Verwundete und vier, die in Gefangenschaft geraten waren.
Die von den Fronten gelieferten Aufnahmen waren meist sensationsheischend: Kriegsberichter fuhren mit auf U-Booten und Panzern, sie flogen mit in Flugzeugen. Dem Zuschauer der Deutschen Wochenschau wurde der Krieg hierdurch in revolutionärer Eindringlichkeit veranschaulicht.
Wie die anderen deutschen Kriegsberichter – Fotografen, Journalisten und Rundfunkberichter – durchliefen auch die Filmberichter eine militärische Grundausbildung im Gebrauch herkömmlicher Waffen. Zusätzlich absolvierten Filmberichter der Luftwaffe – wie Heinz Ritter – eine Ausbildung zum Bordschützen, da sie im fliegerischen Einsatz das entsprechende Besatzungsmitglied ersetzten. Der deutschen Propaganda galten die Kriegsberichter als vollwertige Soldaten, die sowohl Gewehr wie Kamera als „Waffe“ einzusetzen wussten: „Die deutschen Kriegsberichter [sind] nicht nur Schriftleiter, Photographen, Rundfunksprecher und Filmkameramänner […], sondern eben Soldaten. Dadurch allein haben sie sich auch das volle Vertrauen der kämpfenden Truppe erworben.“
„Die Kameraleute mussten Bilder des Krieges produzieren, die, nach redaktioneller und filmischer Bearbeitung in Berlin zu effektiven Propagandafilmen und Wochenschauen zusammengefügt, selbst im Ausland als Vorbild dienten. Obwohl die Kameraleute in militärische Strukturen eingebunden waren and es häufig direkte Anweisungen vom OKW oder dem Propagandaministerium gab, fühlten sie sich vor Ort relativ frei and unabhängig. Nicht nur die Kampfsituation stellte eine Herausforderung dar, sondern ebenso das extreme Klima, ob nun Hitze in Afrika oder Kälte in Russland. Oft waren sie in Flugzeugen, Panzern, Schiffen so eingezwängt, dass sie die Kameras nur schwer bedienen konnten. Die Akkus zum Antrieb versagten bei frostigen Temperaturen ebenso wie das Öl zur Schmierung, das durch Petroleum ersetzt werden musste. Extremen Temperaturen oder in schwierigen Situationen griffen Kameraleute auch auf alte Kameras mit Federwerk zurück, um nicht von der Stromversorgung über Batteries abhängig zu sein. Ästhetisch innovativ war die Koppelung von Kameras mit Schusswaffen, um (subjektive) Bilder des direkten Kampfes zeigen zu können (...) In der Regel waren die Aufnahmen vom Kriegsgeschehen stumm and wurden mit Geräuschen nachsynchronisiert. Nach anfänglichen Protesten des Militärs darüber, dass bei den verschiedenen Waffen falsche Töne (in den Wochenschauen) eingesetzt worden seien, wurde das Tonarchiv ausgebaut, und es gab für die jeweiligen Waffentypen exakte Tonaufnahmen, um ein möglichst authentisches Sounddesign gestalten zu können.“
Ende Mai 1942 gab Ritter die Führung seines Berichterzuges in Blingel, Nord-Pas-de-Calais, ein kleines Dorf etwa 30 km westlich von Le Touquet-Paris-Plage ab, als er nach Nordafrika versetzt wurde, wo er ein Jahr in Kampfeinsätzen diente. 1942–1944 war er für zweiundeinhalb Jahre an der Südfront Russlands, zum Schluss des Krieges in Italien und an der Invasionsfront eingesetzt (Ende 1944). Als Filmberichter machte er über 60 Feindflüge mit. Am 14. Februar 1942 wurde ihm das Kriegsverdienstkreuz 2. Klasse mit Schwertern verliehen und am 31. Mai des darauffolgenden Jahres das Eiserne Kreuz 2. Klasse.
Seine reichen Erfahrungen wurden für die Nachwuchsschulung von Filmberichtern verwertet, indem man ihn zeitweise als Filmfachführer (Luftwaffe) ins OKW berief. Am 1. März 1943 wurde Ritter zum Oberleutnant der Luftwaffe befördert. Seine Kriegsberichtertätigkeit wurde nur zweimal unterbrochen, als er 1940 und 1941 die Filme seines Vaters Stukas und Besatzung Dora drehte. Besatzung Dora wurde zum großen Teil an der russischen Front gedreht.
Militärische Laufbahn und Auszeichnungen
- Sonderführer (10. November 1939)
- Gefreiter (1. Dezember 1939)
- Beförderung zum Unteroffizier der Reserve (1. Mai 1940)
- Beförderung zum Feldwebel d. Res. (1. August 1940)
- Besuch der Heereskriegsschule in Halle
- Beförderung zum Leutnant d. Res. (Kriegs Offizier) (1. Februar 1941)
- Spanienkreuz in Bronze ohne Schwerter (Spanieneinsatz 1938 als ziviler Kameramann)
- Fliegerschützenabzeichen (Luftwaffenbordschützenschein 1941)
- Frontflugspange in Bronze (20. Frontflüge)
- Kriegsverdienstkreuz 2. Klasse mit Schwertern (14. Februar 1942)
- Beförderung zum Oberleutnant (Kr. O.) (1. März 1943)
- Eisernes Kreuz 2. Klasse (am 31. Mai 1943)
- Frontflugspange in Silber (60. Frontflüge)

### Nachkriegszeit
Nach dem Krieg – er war bereits am 6. Juli 1945 von den amerikanischen Truppen entlassen worden – schlug er sich zunächst als Kunst- und Antiquitätenhändler durch. Seine Frau Anne-Eva Bahr, die Tochter des Berliner Verlagsbuchhändlers Eugen Bahr, die er 1941 geheiratet hatte und seine Tochter Monika verlebten die letzten Wochen vor Kriegsende in Oberaudorf am Inn, wohin sie nur kurz vor der Einnahme Berlins durch die Sowjettruppen geflüchtet waren. Dort wurden auch 1945 und 1946 seine beiden Söhne Peter und Michael geboren.
Bis 1948 arbeitete Ritter als freier Bildreporter für illustrierte Zeitschriften wie Ufer, Taurus, Quick und Revue und von 1948 bis 1950 als Kameramann bei der Firma Film-Studio Walter Leckebusch und Co. in München. Dort stellte Ritter neben einigen Industrie und Werbefilme die Streifen Eine Affenidee und Es geschah zu Nürnberg her. Mitte Juni 1948 wurde Heinz Ritter von der Spruchkammer Garmisch-Partenkirchen als „nicht betroffen“ entnazifiziert.
Am 27. August 1950 wanderte Ritter mit seiner Familie nach Argentinien aus. Dort drehte er 1952/1953 mit seinem Vater den Spielfilm Das Paradies (El Paraíso). Es folgten weitere argentinische Spielfilme, Kultur- und Dokumentarfilme, wie u. a. der in der Berlinale 1957 gezeigte Film Der Pechvogel (El hombre señalado) und der gleichfalls 1958 in Berlin gezeigte Film Das verlassene Fischerdorf (La caleta olvidada), den er in Chile gedreht hatte. Sein Ruf als Farbspezialist und Direktor der Fotografie (Cinematographer) ging weit über die Grenzen Argentiniens hinaus. So wurde er auch zum Filmen von Staatsbesuchen herangezogen, wie beispielsweise für die Reise des ehemaligen argentinischen Präsidenten Eugenio Aramburu in Bolivien. Zum letzten Mal besuchte Heinz Ritter die alte Heimat Deutschland 1954, um in Wiesbaden den Film Ball der Nationen mit seinem Vater zu drehen.
Seine Begeisterung an Expeditionsfilmen -besonders der Norden Argentiniens mit seinen Hochplateau im Nordwesten und seiner tropischen Pracht im Nordosten hatte es ihm angetan- brachte seinen Wunsch in Erfüllung, einen eigenen großen Kulturfilm in Farbe zu drehen. Im Juli 1958 fuhr er in die Provinz Corrientes, um dort die Vorbereitung für diesen Film zu treffen. Hier ereilte ihn sein tragisches Geschick. Bei einem Erkundungsflug in einer einmotorigen Sportmaschine vom Typ Piper, die von einem Großgrundbesitzer, gleichzeitig Fluglehrer des dortigen Aeroklubs, geflogen wurde, versagte während des Starts der Motor der Maschine. Der Pilot und Heinz Ritter, der den Zweiten Weltkrieg trotz vieler gewagter Unternehmungen überstand, starben beim Absturz.

## Filmografie
Standfotos
- 1931: Der Draufgänger
- 1932: Tannenberg
- 1932: Melodie der Liebe
- 1933: Die blonde Christl
- 1933: Ein gewisser Herr Gran
- 1933: Un jour viendra
- 1934: Peer Gynt
- 1934: Ein Mann will nach Deutschland
- 1934: Einmal eine große Dame sein
- 1935: Der höhere Befehl
- 1935: Einer zuviel an Bord
- 1935: Das Mädchen Johanna
- 1936: Unter heißem Himmel
- 1936: Der Bettelstudent
- 1936: Savoy-Hotel 217
- 1937: Land der Liebe
- 1938: Es leuchten die Sterne
- 1938: Der Tag nach der Scheidung
- 1938: Die kleine und die große Liebe

Kamera
- 1939: Im Kampf gegen den Weltfeind (Dokumentarfilm)
- 1939: Feuertaufe (Dokumentarfilm)
- 1941: Stukas
- 1943: Besatzung Dora
- 1953: El Paraíso
- 1954: Ball der Nationen
- 1955: Isla hechizada
- 1955: La simuladora
- 1956: La muerte flota sobre el río
- 1956: Los torturados
- 1956: Estrellas de Buenos Aires
- 1957: El hombre señalado
- 1958: La caleta olvidada

als Schauspieler
- 1938: Es leuchten die Sterne

Schnitt
- 1933: Im Photoatelier (Kurzfilm)